# Préférence régionale
La préférence régionale est une expression désignant la volonté politique de favoriser ou de rendre exclusive l'embauche des habitants d'une région, qui sont souvent défavorisée par une position insulaire, ou de créer des aides financières qui leur soient réservées. Son utilisation peut avoir une connotation parfois positive, notamment sur l'île de La Réunion, mais elle est plus souvent négative.
L'expression désigne également les accords favorisant les échanges entre un groupe de pays d'une même aire géographique, par rapport aux autres parties du monde. Dans ce sens, elle peut être rapprochée de l'expression « préférence communautaire », employée au sujet de l'Union européenne.
Elle est souvent employée dans un sens péjoratif, par assimilation avec la préférence nationale prônée par le Front national, par des mouvements politiques jugés « souverainistes » et « antirégionalistes », comme le Mouvement des citoyens, des associations comme le Comité Laïcité République ou les opposants à la Charte européenne des Langues, qui lui reprochent de déroger aux principes d'égalité de la République par son caractère « discriminatoire ». Ce terme est notamment utilisé dans un but polémique pour qualifier certaines mesures politiques régionales visant à réduire localement le chômage pour les déconsidérer en assimilant certaines dispositions à des pratiques d'exclusion. 
De nombreux médias français, nationaux ou régionaux, en font également usage, que ce soit dans un sens positif ou négatif.

## Un principe reconnu par la constitution
L'article 74 de la constitution reconnaît le droit aux collectivités territoriales d'outre-mer dotées d'autonomie (COM-DA) de pratiquer la préférence régionale. Ce principe a été introduit à titre exceptionnel en Nouvelle-Calédonie en 1998, puis étendu à la Polynésie française en 2004 et à Saint-Barthélemy en 2007.

## Exemples d'utilisation
- Créé en 1969 à Lisieux, le groupe régionaliste normand Mouvement normand s'affirme « favorable, autant que faire se peut, à la préférence régionale et nationale, notamment en matière de flux de populations et d'emplois », ainsi qu'à la préférence communautaire au niveau européen[5].

- En 2003, la CFDT note que, dans les années 80, en France, le système de l'emploi est passé de la préférence locale « à une préférence régionale puis subrepticement à une préférence nationale, étant entendu que l’appartenance nationale se distribue sur des critères de légitimité sociale et non juridique »[6].

- En 2003, le gouvernement Raffarin délocalise le siège du CNDP à Chasseneuil-du-Poitou, fief du premier ministre, décision qualifiée par les syndicats de « préférence régionale de la camarilla Poitevine » et de « rapt d’emplois publics » à des fins politiciennes[7].

- En 2004, le bureau national du Comité Laïcité République a publié un communiqué intitulé : « De la préférence régionale au fascisme »[8].

- En campagne pour l'élection présidentielle 2007, Ségolène Royal a défendu la préférence régionale lors de son passage à La Réunion, le dimanche 28 janvier 2007, et affirme qu'elle envisage d'étudier la façon de régionaliser les concours administratifs. Déjà, lors de sa visite dans l'île, en octobre 2006, elle avait insisté sur « l’effort » à faire « pour un recrutement local »[9].

- De son côté, interrogée sur la préférence régionale lors de son séjour dans l'île en février 2007, Dominique Voynet s'est prononcée en faveur de mesures favorisant « l’emploi des personnes qui vivent sur l’île et qui sont au chômage », tout en refusant l'utilisation de l'expression, « devenue familière à La Réunion », mais trop proche de « la "préférence nationale" de l’extrême droite »[10].

## Exemples de pratique
- En Corse, depuis 1989, un dispositif assure le maintien des professeurs sur l'île dès la première année de titularisation ou, à défaut (à la suite d'un mouvement de protestation de jeunes titularisés envoyés sur le continent en 2004), au bout de trois années sur le continent[11]. De même, en 2004, un syndicat de travailleurs corses a signé avec la direction de la SNCM un accord favorisant le recrutement préférentiel d'insulaires. Ces mesures, défendues par les organisations nationalistes corses au nom de la « corsisation » des emplois ont amené divers partis politiques et médias français à parler de « préférence nationale »[12],[13].

- En 1999, le conseil régional de Bretagne (qui était alors à majorité RPR) a conditionné certaines aides à la naissance dans la région, au fait d'être né en Bretagne ou d'y résider depuis plus de deux ans. Pour l'hebdomadaire Charlie Hebdo, il s'agit d'une mesure de « préférence régionale » visant à satisfaire les nationalistes bretons, assimilable à la « préférence nationale du FN »[14]. Le 20 septembre 1999, à Nantes, les unions départementales Force ouvrière des Côtes-d'Armor, du Finistère, d'Ille-et-Vilaine, de la Loire-Atlantique, de Maine-et-Loire, de la Mayenne, du Morbihan, de Sarthe et de Vendée se sont également prononcées contre « les mesures discriminatoires de "préférence régionale" adoptées par le Conseil Régional de Bretagne »[15].

- A La Réunion, plusieurs collectifs se mobilisent contre la discrimination à l'embauche des réunionnais, et pour le recrutement local des personnes qualifiées. Cette mobilisation peut être syndicale, comme le cas de la grève de 2004 à France Télécom contre l'embauche par "copinage" [16], ou associative : AJFER [17], ou politique, comme pour l'élue PS Ericka Bareigts [18]. Le 13 avril 2013, le Premier Ministre Jean-Marc AYRAULT nomme le Député PS de la Réunion, Patrick LEBRETON, en mission auprès du ministre de l'outre-mer pour « travailler à la régionalisation de l’emploi, dans les secteurs tant public que privé.» [19]

## Exemple de critique
Le Collectif de Liaison et d'Information sur le communautarisme rejette la « préférence régionale ». Dans un entretien accordé à Juris Journal (organe de l'UNI, Union nationale inter-universitaire) en 2004, Anne-Marie Le Pourhiet, professeur de droit, l'assimile à la « préférence nationale » et condamne les mesures de « préférence locale » autorisées par la loi dans les collectivités d'Outre-mer.

## Exemples hors de France
- En août 1999, le règlement n° 4/99/UEAC-CM-639 portant réglementation des pratiques étatiques affectant le commerce entre les États membres de l'Union Économique de l'Afrique Centrale (UEAC) reconnaît, au titre IV (De la mise en concurrence et de la publicité des marchés publics), article 12, le droit de pratiquer la « préférence régionale » pour les marchés des travaux, de services et de fournitures dans une fourchette de 0 à 20 % dans les deux premiers cas et de 0 à 30 % dans le dernier. « Chaque État fixe librement ses taux de préférence à l’intérieur des fourchettes ci-dessus. Cette préférence s’étend aux sous-traitants originaires des États membres. »[21].

- En 2005, à Tamanrasset, dans le sud de l'Algérie, les jeunes, confrontés à la « mal-vie », au « chômage » et à une distribution jugée contestable des logements, contestent le fait que les entreprises installées dans la région emploient essentiellement du personnel venu du nord du pays. La résolution du conflit pose au gouvernement algérien un double problème : celui de la compétence de ces jeunes et celui de la « préférence régionale »[22].

- Lors de l'assemblée parlementaire paritaire réunie Vienne le 19 juin 2006, le Réseau des Organisations Paysannes et des Producteurs Agricoles de l'Afrique de l'Ouest (ROPPA), l'East African Farmer's Federation (EAFF) et la Windward Island Farmers Association (WINFA), représentant respectivement les agriculteurs des pays ACP d'Afrique de l'Ouest, d'Afrique de l'Est et des Caraïbes, demandent que la libération des échanges entre les régions ACP et l'Union européenne s’appuie notamment « sur la protection des espaces régionaux par la mise en œuvre de politiques de "préférence régionale" »[23].